# Campoplex frustranae
Campoplex frustranae là một loài tò vò trong họ Ichneumonidae.